# Марк Отрантский
Марк Отрантский (Савваит или Гидрутский) — византийский гимнограф . Написал 1,2,3,4,5 песни канона «„Волною морскою“» исполняемую на утрене великой субботы. В молодости работал экономом Константинопольской церкви святого Мокия. Затем стал епископом Отранстким в Калабрии. Известен случай, что он после покушения на императора Льва в 901 году предсказал ему ещё 10 лет жизни. Также он написал молитву ко святой Троице, читаемой на воскресной полунощнице. Так же он написал дополнение к Типикону под названием «Марковы главы»

## Примечание
1. ↑  Беседа на службу Великой субботы. Дата обращения: 1 мая 2021. Архивировано 1 мая 2021 года.
2. ↑  [По данным Православной энциклопедии написание им Марковых глав не доказано]
3. ↑  Марк Савваит. Дата обращения: 1 мая 2021. Архивировано 1 мая 2021 года.